# Come on Get Up
Singles de Janet Jackson
"Feel It Boy"
(2001) "Janet Megamix 04"
(2003)
Come On Get Up est une chanson de Janet Jackson. C'est le cinquième et dernier single extrait de son album All for You.

## Informations
Come On Get Up est chanson qui ouvre les concerts du All for You Tour. Sortie le 13 novembre 2002, elle succède "Son of a Gun (I Betcha Think This Song Is About You)". La chanson devait sortir dans le commerce, mais la sortie a été annulée. Seulement des CD et des  vinyles promo ont été envoyés à des DJ aux États-Unis et au Japon. Aucun clip n'a été tourné.
La chanson n'a été interprétée que lors de la tournée All for You Tour.

## Supports
CD promo Japon (JJ-0004)
1. "Come On Get Up" (Radio Version) – 3:37

Maxi 45 Tours promo États-Unis (VAULT 001)
- Face A:

1. "Come On Get Up" (John Ciafone Dub) – 6:41

- Face B:

1. "Come On Get Up" (Mood II Swing Vox) – 5:49
2. "Come On Get Up" (Mood II Swing Pacific Vox) – 5:02

## Remixes officiels
- "Come On Get Up" (Milk & Sugar Classic Mix) – 8:46
- "Come On Get Up" (Milk & Sugar Classic Radio Mix) – 3:39
- "Come On Get Up" (Milk & Sugar Retro Club Mix) – 8:37
- "Come On Get Up" (Milk & Sugar Retro Radio Mix) – 3:43
- "Come On Get Up" (Milk & Sugar Tribal Dub) – 6:17
- "Come On Get Up" (John Ciafone Dub) – 7:05
- "Come On Get Up" (Manny Lehman Tribal Remix) – 4:08
- "Come On Get Up" (Mood II Swing Vox) – 6:02
- "Come On Get Up" (Mood II Swing Pacific Vox Mix) 1 – 5:20
- "Come On Get Up" (Mood II Swing Pacific Club Mix) – 6:32
- "Come On Get Up" (Radio Edit) – 3:37

## Classements
| Pays (2002)                     | Meilleure position |
| ------------------------------- | ------------------ |
| Japon J-Wave (en) Tokio Hot 100 | 7                  |